# Леонтий (фон Вимпфен)
Епископ Леонтий (в миру барон Владимир Фёдорович фон Вимпфен; 18 [30] мая 1873, Москва — 6 июля 1919, Астрахань) — епископ Русской православной церкви, епископ Енотаевский, викарий Астраханской епархии.

## Биография
Родился 18 мая 1873 года в Москве. Отец, Лебрехт Феликс, барон фон Вимпфен, выходец из знатной дворянской семьи, германский подданный. Мать, Любовь Петровна, принадлежала к московским дворянам Воейковым и была дочерью Петра Петровича Воейкова (1803—1871), предводителя Московского дворянства в 1856—1862 гг. Внучатый племянник художницы Любови Бороздны-Стромиловой. В ноябре 1874 года его родители развелись.
В 1896 году окончил курс в Пензенской гимназии и поступил в Казанскую духовную академию.
В 1897 году принял монашеский постриг с именем Леонтий и хиротонисан во иеродиакона. В 1898 году состоялось его рукоположение в сан иеромонаха.
В 1899 году принят в русское подданство.
В 1900 году окончил курс духовной академии со степенью кандидата богословия и с правом преподавания в семинарии. В том же году назначен помощником смотрителя Уфимского духовного училища.
В 1902 году стал членом 18-й Российской духовной миссии в Китае. В 1903 году — первый заведующий подворьем миссии в Харбине и настоятель Благовещенского храма при нём.
С 1904 года — помощник смотрителя Вольского духовного училища, инспектор Курской духовной семинарии.
Весной 1906 года назначен настоятелем русской посольской церкви в Афинах с воведением в сан архимандрита. 23 сентября 1906 года он прибыл в Афины. Помимо службы в посольской церкви, он по несколько раз в год служил панихиды по всем похороненным на русском кладбище в Пирее, в апреле 1907 года — отслужил литургию на миноносцах № 212 и 213, отходивших в Россию. Совершал литургии и таинства бракосочетания в церкви при русской больнице в Пирее (1907). В 1908 году участвовал в возложении крестов на сестер милосердия в русском госпитале, отслужив литургию и обратившись к ним с яркой речью. В декабре того же года он отслужил вечернюю молитву на броненосном крейсере 1-го ранга «Аврора» перед устройством на нём ёлки для нижних чинов. Обладая ярким ораторским даром, архимандрит Леонтий почти на всех службах произносил речи, публиковавшиеся позднее в синодальных типографиях Курска и Казани.
Регулярно королевской семье Греции наносили визиты родственники из России. Так, 2 мая 1909 года на всенощной в Свято-Троицком храме присутствовала прибывшая в Афины вдовствующая императрица Мария Фёдоровна. Служба в храме во время посещения царственных особ проходила особенно торжественно. Специально для этих случаев в церкви был особый набор святых сосудов — серебряный с финифтевыми образками, осыпанными стразами. B дни обычных, не праздничных богослужений, убранство церкви также удивляло своим богатством. Храму принадлежала многочисленная серебряная с позолотой церковная утварь, серебряные подсвечники и канделябры, усыпанные драгоценными камнями золотые наперсные кресты, Евангелия в серебряных окладах; шитые золотом и серебром митры с эмалевыми и серебряными образками, усыпанные полудрагоценными камнями, богатое бархатное или парчовое облачение священников. Помимо фресок, написанных при сооружении храма, в нем было более 50 храмовых икон XVIII — начала XX веков с золотыми и серебряными окладами или ризами, многие в киотах. Под уникальную библиотеку, основание которой положил архимандрит Антонин (Капустин) и продолжили следующие настоятели, были заказаны дубовые шкафы. В церкви висели портреты императора Николая ΙΙ, императрицы Александры Фёдоровны, настоятелей в дубовых рамках под стеклом, редкие фотографии самого храма. Речь, произнесённая архимандритом Леонтием 22 января 1911 года при отпевании бывшего командира мореходной канонерской лодки «Черноморец» капитана 1-го ранга Д. К.Селезнёва, передаёт тёплую атмосферу, которая царила в то время среди русских в Греции. Свято-Троицкая церковь была также местом проведения служб, связанных с тезоименитством или с панихидами по членам Российского императорского дома, на которых присутствовали члены греческого королевского дома, политики, иностранные дипломаты. В церковном приделе святителя Николая была королевская ложа, за ней — ложа секретарей и фрейлин королей и королев, а в приделе святого Никодима — дипломатическая.
На период, когда отец Леонтий служил настоятелем посольского храма пришлись две войны, в которых участвовала Греция: Первая и Вторая Балканские войны (1912—1913). В это время русские оказывали ей разнообразную поддержку. Архимандрит Леонтий был любим королевой Ольгой, которая принимала активное участие в его судьбе. «Так давно здесь не было такого достойного, почтенного, симпатичного священника», — писала она в письме генералу А. А.Кирееву в Россию. И далее, хлопоча о его возвращении на родину, отмечала: «У о. Леонтия постоянные нелады со здоровьем и здешним посланником, у которого очень тяжёлый характер. Ю. Н.Щербачев бездушно придерживается устава и не входит в положение архимандрита, отказывая ему в самых необходимых, благоразумных ходатайствах». Имея при королевском дворце домовую церковь, в которой служил греческий притч и хор, в некоторых исключительных случаях — как, например, крестины 30 января 1908 года ребенка русского военного атташе Артамонова — королева приглашала настоятелей посольской церкви, в частности архимандрита Леонтия. Русский храм был «душой» российской колонии и ниточкой, связывающей прихожан с Родиной. Именно в нем Ольга Константиновна ежегодно поминала усопших родителей — великого князя Константина Николаевича и великую княгиню Александру Иосифовну, деда — императора Николая Ι, брата Вячеслава Константиновича и дядю — императора Александра II, заказывала службы за здравие членов Российского императорского Дома. Архимандрит Леонтий был рядом с королевой Ольгой в дни горя, когда 18 марта 1913 года в Салониках анархистом был убит её муж король Георг Ι. Его отпели в Благовещенском соборе Афин 3 апреля. Королем Греции 18 марта был объявлен старший сын Георга Ι и королевы Ольги принц Константин. Летом 1914 года уволен от должности настоятеля посолькой церкви в Афинах.
28 сентября 1914 года назначен епископом Чебоксарским, викарием Казанской епархии.
12 февраля 1915 года назначен епископом Ереванским, викарием Грузинского экзархата.
В годы Первой мировой войны владыка Леонтий подвергся нападкам газеты «Вечернее время» ввиду своего немецкого происхождения. Издание выражало надежду, что Синод «сумеет поставить немца-архиерея в надлежащие рамки».
24 марта 1916 года назначен епископом Кустанайским, викарием Оренбургской епархии.
16 декабря 1916 года назначен епископом Петровским, викарий Саратовской епархии. По отзыву современника, епископ Леонтий «ознаменовал своё пребывание в Саратове… необыкновенною требовательностью в отношении своего личного комфорта… В Саратове он не служил, не проповедовал, в собраниях духовенства не участвовал… По-видимому, ему и некогда было заниматься такими делами, ибо все его рабочее время было занято поездками по гостям и визитациями к различным светским, казавшимся ему нужными и интересными, лицам…».
После Февральской революции 1917 года епископ Леонтий выступил в печати с обвинениями епископа Саратовского Палладия (Добронравова) в приверженности «распутинскому строю». В апреле 1917 года епархиальный съезд сместил с кафедр епископов Палладия и Леонтия; 6 мая 1917 года Синод официально уволил на покой обоих епископов. Местом пребывания епископу Леонтию был назначен Покрово-Болдинский монастырь в Астрахани.
5 сентября 1917 года назначен епископом Енотаевским, викарием Астраханской епархии.
В период пребывания правящего архиерея, архиепископа Митрофана (Краснопольского) на Поместном соборе в Москве временно управлял епархией.
В качестве викарного архиерея Астраханской епархии вступил в конфликт с архиепископом Митрофаном. Противостояние несправедливости, а также явное неприятие того круга людей, из среды которых он вышел, привело епископа Леонтия к выводу о пагубности для России монархического строя правления (при том, что архиепископ Митрофан был монархистом).
Епископ Леонтий выступал союзником либерального духовенства в деле создания «Духовного союза православных христиан», который должен был дать приходским общинам большие полномочия. Видел в «Союзе» единственную возможность для Церкви юридически оформить свои отношения с государством и сохранить духовно-учебные заведения. Владыка Митрофан был решительным противником создания «Союза» и деловых контактов с советской властью.
Кроме того, епископ Леонтий поддержал декрет советского правительства об отделении церкви от государства. Считал, что «декрет этот является осуществлением и удовлетворением давно назревших и самых больных вопросов во взаимоотношениях государства и Церкви, требующих полного раскрепощения религиозной совести народа и освобождения Церкви и её священнослужителей от ложного положения».
Архиепископ Митрофан инициировал рассмотрение «дела» епископа Леонтия Архиерейским собором церкви в Москве, однако выезд в столицу ему был запрещён органами советской власти.
26 сентября 1918 года епископ Леонтий был устранён от управления викариатством; кроме того, был поставлен вопрос о его запрещении в служении и даже о его отлучении. Отказался устраивать церковную смуту и опубликовал в газете своё обращение к православному населению: «Безмерно благодарю дорогих прихожан и богомольцев за выраженные чувства. Убедительно прошу сохранять мир, так как я беспрекословно подчиняюсь распоряжениям устранившей меня высшей церковной власти и не хочу кругом себя какого-либо шума в такое время». Значительная часть верующих обратилась к патриарху Тихону с просьбой изменить решение. В результате епископ Леонтий не был запрещён в священнослужении и, хотя и был смещён с должности викария, оставлен управляющим Иоанно-Предтеченским монастырем.
В 1919 году председательствовал на совещании «Союза религиозных общин», где было решено обратиться к православному населению с призывом «оказать помощь раненым и больным воинам» старой и советской армии. Воззвание заканчивалось ссылкой на Евангелие: «Помните слова Христа: „Я был наг и вы не одели Меня, был болен, и вы не посетили Меня“». Председатель губЧК Георгий Атарбеков решил, что ссылка на Евангелие сделана для подрыва авторитета советской власти и предложил арестовать епископа. Это решение санкционировал председатель Ревкома Сергей Киров.
25 мая (7 июня) 1919 года епископ Леонтий по приказу Кирова был арестован и обвинён (наряду с архиепископом Митрофаном) в организации белогвардейского заговора. Сохранились два протокола допроса епископа Леонтия. В первом владыка категорически отвергает какое-либо участие в выступлениях против советской власти, опровергая также слухи об участии в заговоре знакомых ему лиц. Во втором епископ Леонтий неожиданно признаётся в существовании контрреволюционной организации, во главе которой якобы стоял архиепископ Митрофан.
Расстрелян в один день с архиепископом Митрофаном. Известно, что им удалось встретиться перед казнью. Архиереи перед лицом надвигающейся на них смерти, забыв все прежние свои обиды, попросили друг у друга прощение, поклонились друг другу до земли и обнялись.
Верующие смогли забрать тела убитых архиереев и совершить погребение. На месте захоронения был поставлен кирпичный памятник, который в 1930 году был разрушен. В Астраханской епархии существовало почитание погибших. После войны прошёл слух о перезахоронении архиепископа Митрофана и епископа Леонтия на городское кладбище, где верующие поставили деревянный крест. Местные власти регулярно его уничтожали, но он вновь появлялся на этом месте.

## Почитание и вопрос о канонизации
Почитался верующими за праведную жизнь и подвижничество. По жизни был человеком совершенно нестяжательным и никому не отказывал в помощи. Помогал он и материально и духовно — своим пастырским словом, стараясь утешить всякого, приходящего к нему. Имея необычайное сострадание и обострённое чувство справедливости, он не боялся вступаться за обиженных, идя даже на конфликты с власть предержащими.
При подготовке канонизации новомучеников и исповедников, совершённой РПЦЗ в 1981 году его имя было внесено в черновой поимённый список новомучеников исповедников российских. Данный список в отредактированном виде, куда вошло и имя епископа Леонтия, был издан только в конце 1990-х годов.
Среди верующих Астраханской епархии существует традиция почитания владыки Леонтия как подвижника благочестия. В частности, он изображён на иконе Собора святых и подвижников благочестия Астраханской епархии (без нимба). В Астраханской епархии осуществляется сбор материалов к прославлению епископа Леонтия в лике святых новомучеников Российских. Однако вопрос о канонизации епископа пока не решён. Препятствием, видимо, является не столько конфликт между архиереями (у каждого из них была своя правда, и владыка Леонтий подчинился решению Патриарха Тихона, что явно не устраивало советскую власть — очевидно, это стало одной из причин гибели епископа), сколько упомянутые выше показания владыки Леонтия. Впрочем, не исключено, что речь идёт о фальшивке, сфабрикованной чекистами.
4 марта 2015 года в Астраханской областной научной библиотеке им. Н. К. Крупской состоялись краеведческие чтения из цикла «Живая память» «Леонтий (фон Вимпфен), епископ Енотаевский — оживающая история».